# 스플래터 영화

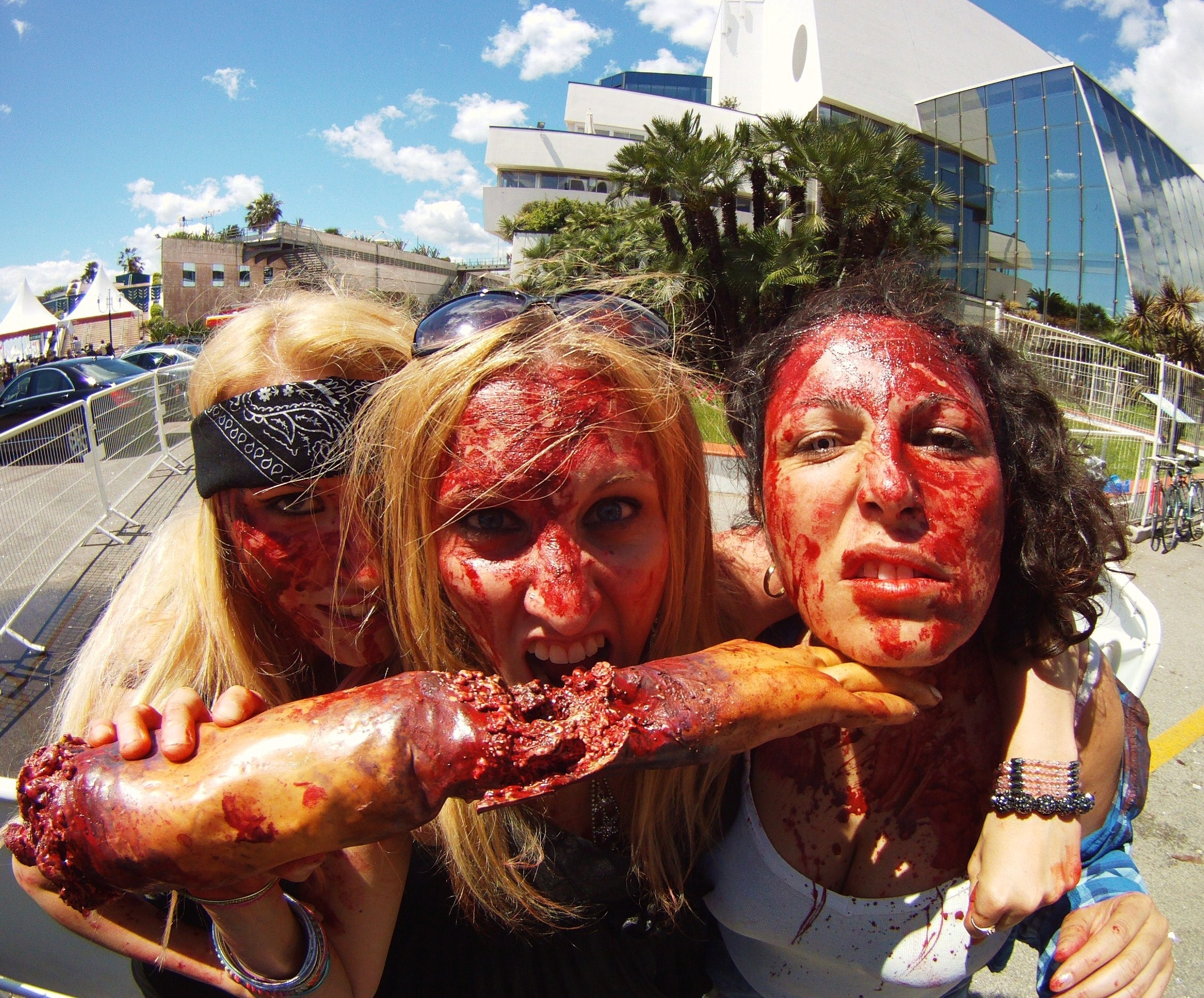

스플래터 영화(splatter film) 또는 고어 영화(gore film)는 공포영화의 하위 장르이다. 유혈낭자한 폭력장면의 상세한 묘사에 초점을 둔다. "스플래터 영화"란 조지 로메로가 자기 영화 《피의 축제》를 설명하면서 처음 도입한 용어이다.
폭력장면과 성적 암시가 혼합된 스플래터 영화를 고문 포르노(torture porn)라고 하기도 한다. 고문 포르노의 예시로는 《호스텔》 같은 것이 있다. 《데드 얼라이브》는 가장 잘 만든 스플래터 영화로 평가되지만 동시에 슬랩스틱적인 성격도 갖고 있다. 이런 경우 폭력성이 지나친 나머지 희극적인 성격을 띠게 되는 것이다.